# 月待塔
月待塔（つきまちとう）は、日本の民間信仰。特定の月齢の夜に集まり、月待行事を行った講中で、供養の記念として造立した塔である。月待信仰塔ともいう。

## 月待行事
月待行事とは、十五夜、十六夜、十九夜、二十二夜、二十三夜などの特定の月齢の夜、「講中」と称する仲間が集まり、飲食を共にしたあと、経などを唱えて月を拝み、悪霊を追い払うという宗教行事である。
文献史料からは室町時代から確認され、江戸時代の文化・文政のころ全国的に流行した。板碑としては埼玉県富士見市の嘉吉元年（1441年）のものを初見とする。
特に普及したのが二十三夜に集まる二十三夜行事で、二十三夜講に集まった人々の建てた二十三夜塔は全国の路傍などに広くみられる。十五夜塔も多い。群馬・栃木には「三日月さま」の塔も分布しており、集まる月齢に関しては地域的な片寄りもみられる。

## 月待塔の分類
月待塔の分類には、形態により文字塔と刻像塔に分ける方法と、当たり日によって分ける方法がある。当たり日による分類を以下に示す。

### 十三夜塔
旧暦9月13日の十三夜に行う月待の記念として造立した塔である。十三夜月待は虚空蔵菩薩を本尊とする。「十三夜塔」「十三夜供養塔」などと刻む文字塔と虚空蔵菩薩の刻像塔がある。まれに地蔵菩薩の刻像塔もある。

### 十四夜塔
旧暦14日の月待の記念として十四日念仏講中によって造立された塔である。利根川中流域の十四日念仏はダンゴ念仏とも呼ばれ、団子を月に供えて念仏を唱えた。塔の造立数は少なく、「十四夜念仏」「十四日念仏」などと刻まれる。

### 十五夜塔
旧暦8月15日の十五夜に行う月待の記念として、十五夜念仏講中によって造立された塔である。刻像塔と文字塔があるが、文字塔の方が多い。刻像には大日如来、阿弥陀如来、薬師如来、観音菩薩、地蔵菩薩、虚空蔵菩薩がある。

### 十六夜塔
旧暦16日の月待の記念として、十六夜念仏講中によって造立された塔である。十六夜月待は、関東北部の栃木、茨城、群馬で行われた。刻像塔と文字塔があり、刻像には大日如来、阿弥陀如来、聖観音、如意輪観音、地蔵菩薩などがある。

### 十七夜塔
旧暦17日または旧暦8月17日の十七夜に行う月待の記念として造立した塔である。十七夜月待は茨城、千葉、新潟、岐阜、静岡、愛知、兵庫、山口、愛媛、福岡、佐賀、鹿児島などで行われた。文字塔と刻像塔がある。

### 十八夜塔
正月、5月、9月、11月の旧暦18日に餅をついて月に供える月待の記念として造立した塔である。十八夜月待は東北地方で若者によって行われ、塔も東北地方に多い。「十八夜塔」「十八夜供養塔」などと刻まれた文字塔が多く、刻像塔は少ない。

### 十九夜塔
旧暦19日の月待の記念として、十九夜講中によって造立された塔である。十九夜講のほとんどは女人講、念仏講である。子安講といい、安産を祈願することもある。「十九夜塔」「十九夜念仏供養」などと刻まれた文字塔と如意輪観音の刻像塔があり、山形、福島、茨城、栃木、群馬、埼玉、千葉などに分布する。
栃木県では女性を護る「十九夜様」として石仏が建てられ、旧暦19日には供え物をしたり、月が出るまで女性がここに集まって念仏を唱えて飲んだり食べたりする行事がみられた（男性も加わるようになり継続されている地域もある）。

### 二十夜塔
旧暦20日の月待の記念として造立した塔である。文字塔と刻像塔があり、刻像には阿弥陀如来、聖観音、如意輪観音、勢至菩薩、地蔵菩薩などがある。宮城、茨城、栃木、千葉などに分布する。文字塔には「廿日待」「廿日需」「二十日夜待」などと刻む。

### 二十一夜塔
旧暦21日の月待の記念として、二十一夜講中によって造立された塔である。二十一夜講のほとんどは女人講、念仏講であり、如意輪観音を本尊とする。塔には「二十一夜供養」などと刻まれた文字塔と如意輪観音の刻像塔がある。群馬県北部に多く、千葉、東京にも分布する。

### 二十二夜塔
旧暦22日の月待の記念として、二十二夜講中によって造立された塔である。二十二夜講のほとんどは女人講、念仏講である。如意輪観音を本尊とするが、准胝観音を本尊とする地方もある。「二十二夜」「二十二夜念仏供養」などと刻まれた文字塔と如意輪観音の刻像塔があり、群馬と埼玉を中心に、宮城、福島、新潟、山梨、長野、岐阜、愛知にも分布する。

### 二十三夜塔
旧暦23日の月待の記念として、二十三夜講中によって造立された塔である。二十三夜待は勢至菩薩を本尊とし、月待を行う日は、毎月23日、あるいは正月、5月、9月、11月の23日など、地方によって異なる。他の月待塔は地域による分布の偏りがあるのに対し、二十三夜塔は日本全国に分布している。文字塔と刻像塔があり、刻像は勢至菩薩が多い。二十三夜待は「三夜待」「三夜供養」のように二十を省略して呼ばれることがある。文字塔には「念三夜」や「月天子」と刻むものがある。東京の妙法寺 (杉並区)には二十三夜堂があり、毎月23日に開帳する。

### 二十六夜塔
旧暦26日の月待の記念として造立した塔である。愛染明王を本尊とし、月待を行う日は、正月26日、7月26日、毎月26日など、地方によって異なる。「二十六夜塔」などと刻まれた文字塔と愛染明王の刻像塔が関東地方以北を中心に分布する。江戸では旧暦7月26日の月を阿弥陀三尊の出現（月光の中に弥陀・観音・勢至の三尊が現れるという言い伝え)として拝んだ。二十六夜待ちは、江戸では高輪から品川あたりにかけて盛んに行われた。

### 七夜待塔
旧暦17日から23日までの「七夜待」の記念として造立した塔である。七夜待における各夜の本尊は千手観音、聖観音、馬頭観音、十一面観音、准胝観音、如意輪観音の六観音と勢至菩薩である。刻像塔と文字塔があり、刻像塔には各夜の本尊が独立して7体刻まれたものと、1基にまとめて刻まれたものがある。文字塔には「七夜待供養」の銘が刻まれたものと、各夜の本尊名が刻まれたものがある。

### 月待板碑
中世に造立された板碑のうち月待信仰によって作られたものは月待板碑と呼ばれる。関東地方の南部に約140基が分布し、ほとんどが青石塔婆である。十三仏や阿弥陀三尊、勢至菩薩などが刻まれ、日付では23日が多い。埼玉県富士見市の1441年（嘉吉元年）のものが最古であり、現在は難波田城資料館に展示されている。

### 併刻塔
「十七夜 十八夜 二十三夜」や「十七夜 廿三夜 廿六夜」のように併刻された塔がある。また、二十三夜と庚申との併刻もある。

## 参考画像

### 文字塔

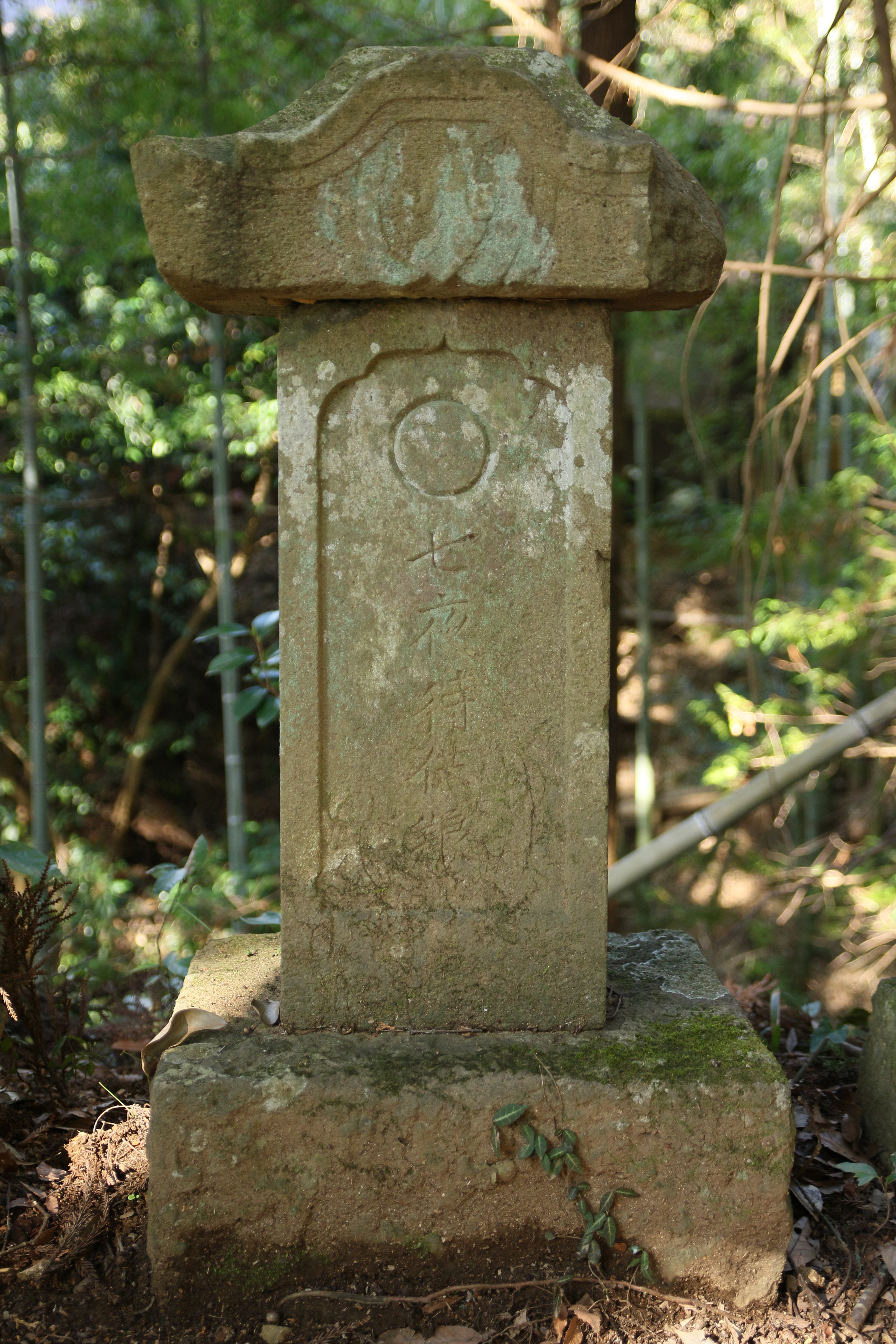
七夜待塔（大月市梁川町綱の上） 宝暦7年
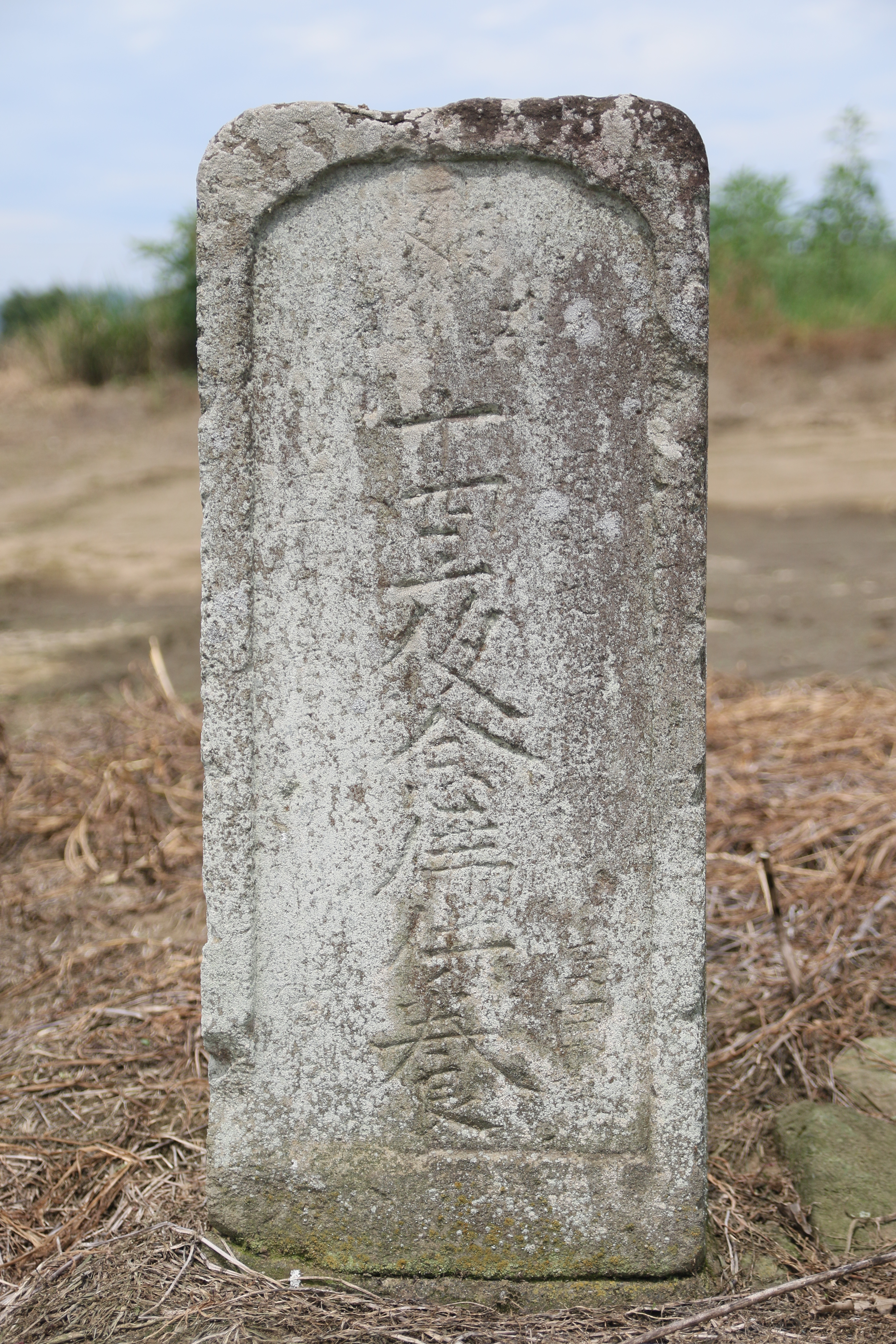
十四夜塔（板倉町大字西岡） 明和9年
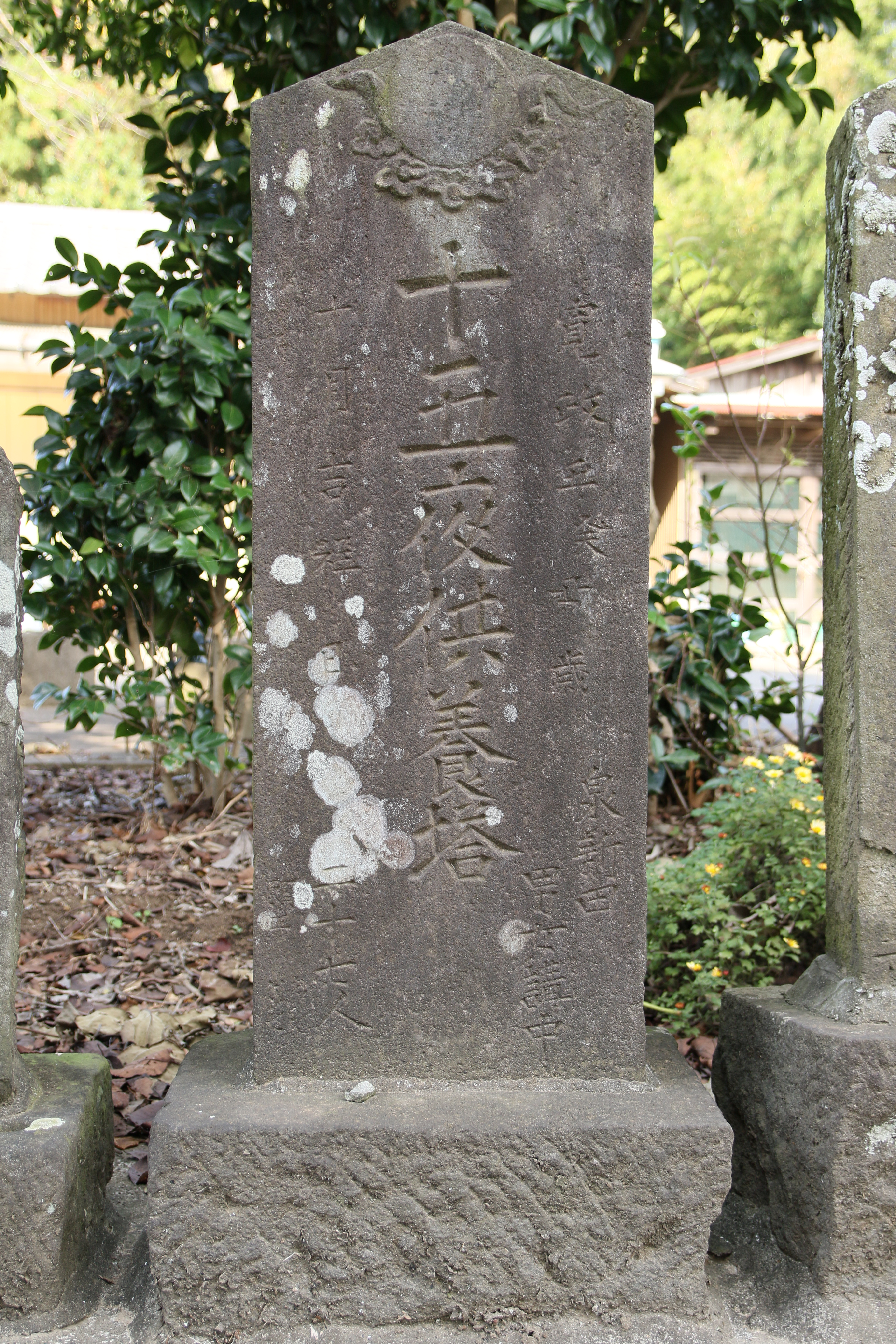
十五夜塔（印西市泉）
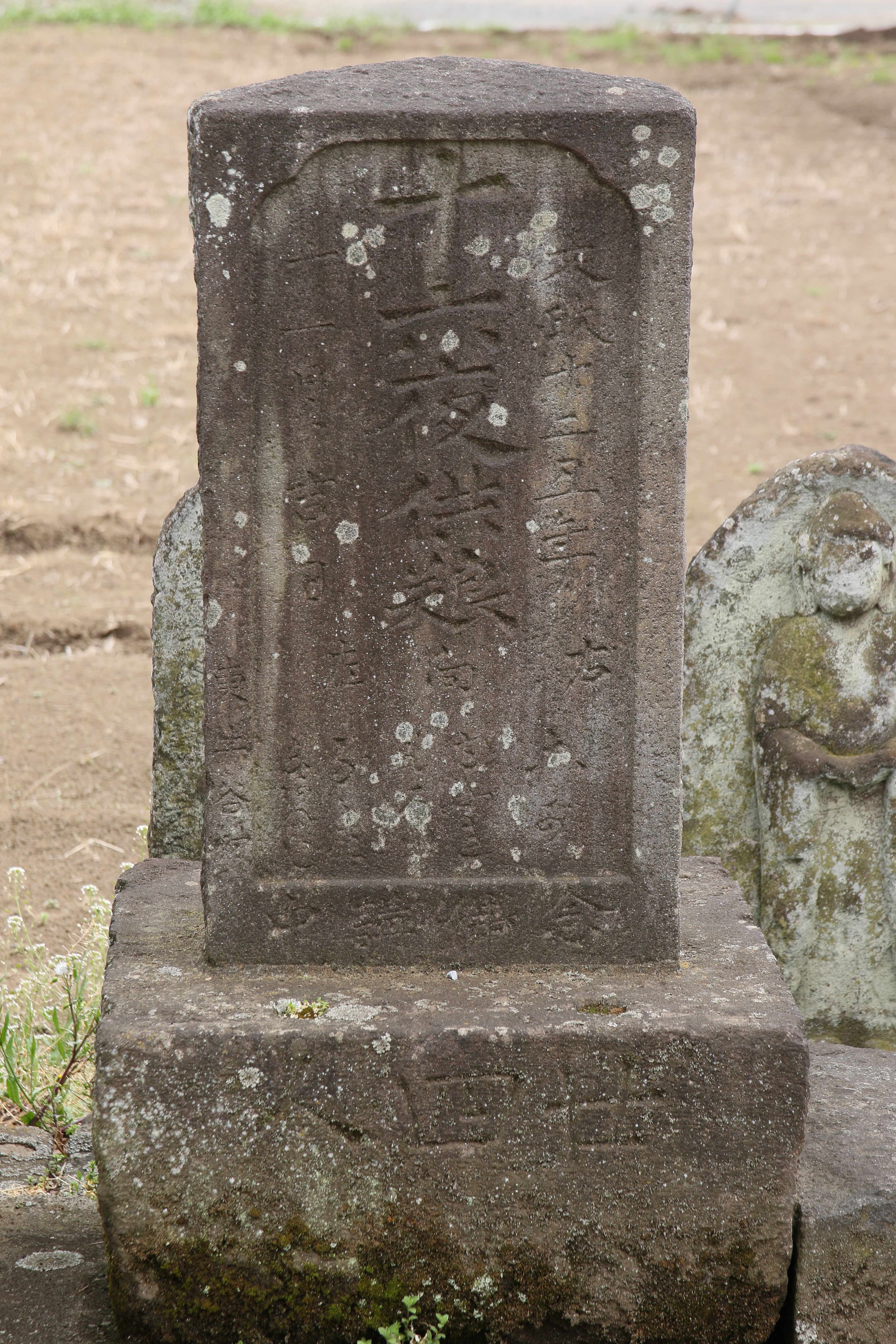
十六夜塔（古河市東牛谷）
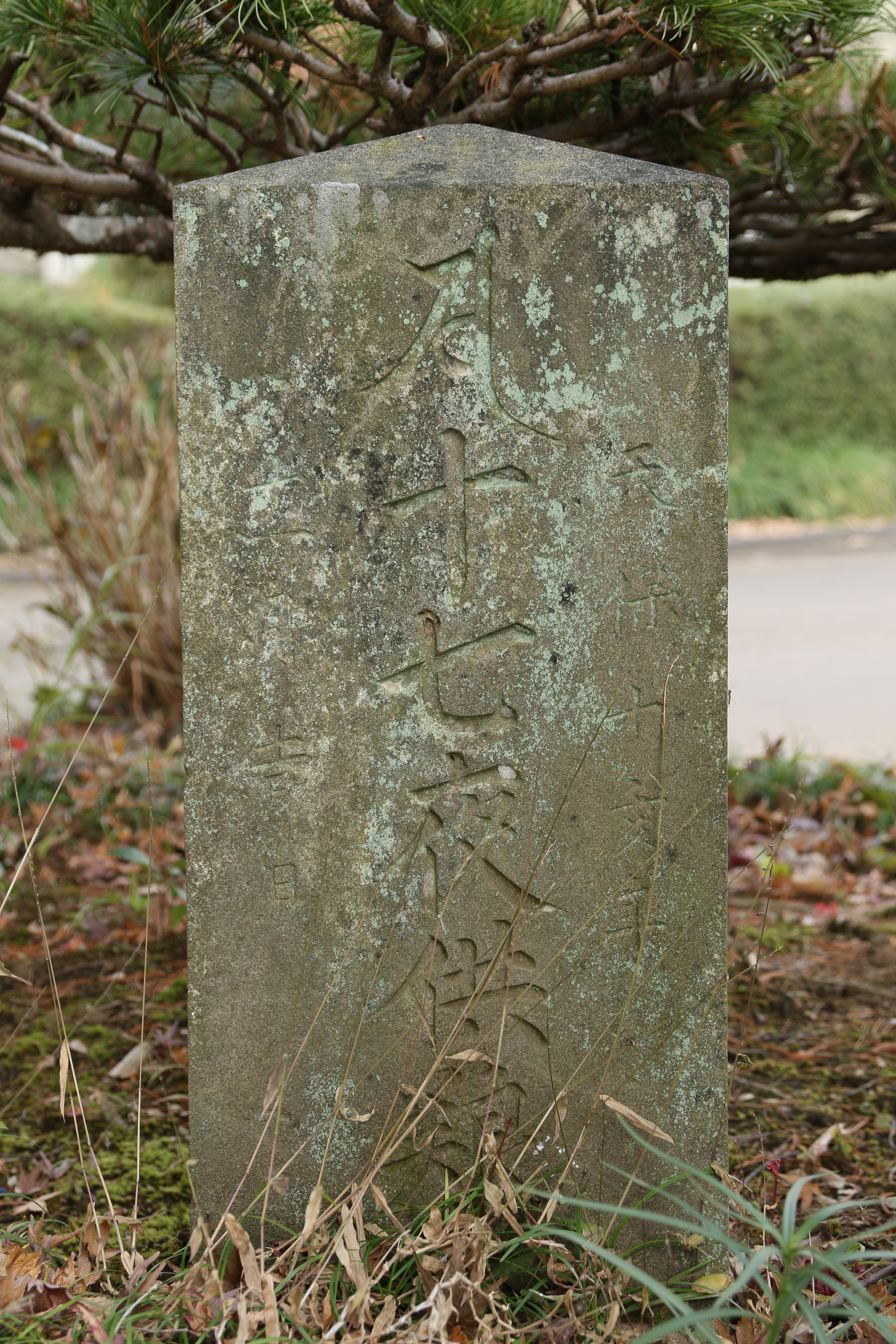
十七夜塔（下妻市皆葉） 天保10年
十九夜塔（つくば市小田）
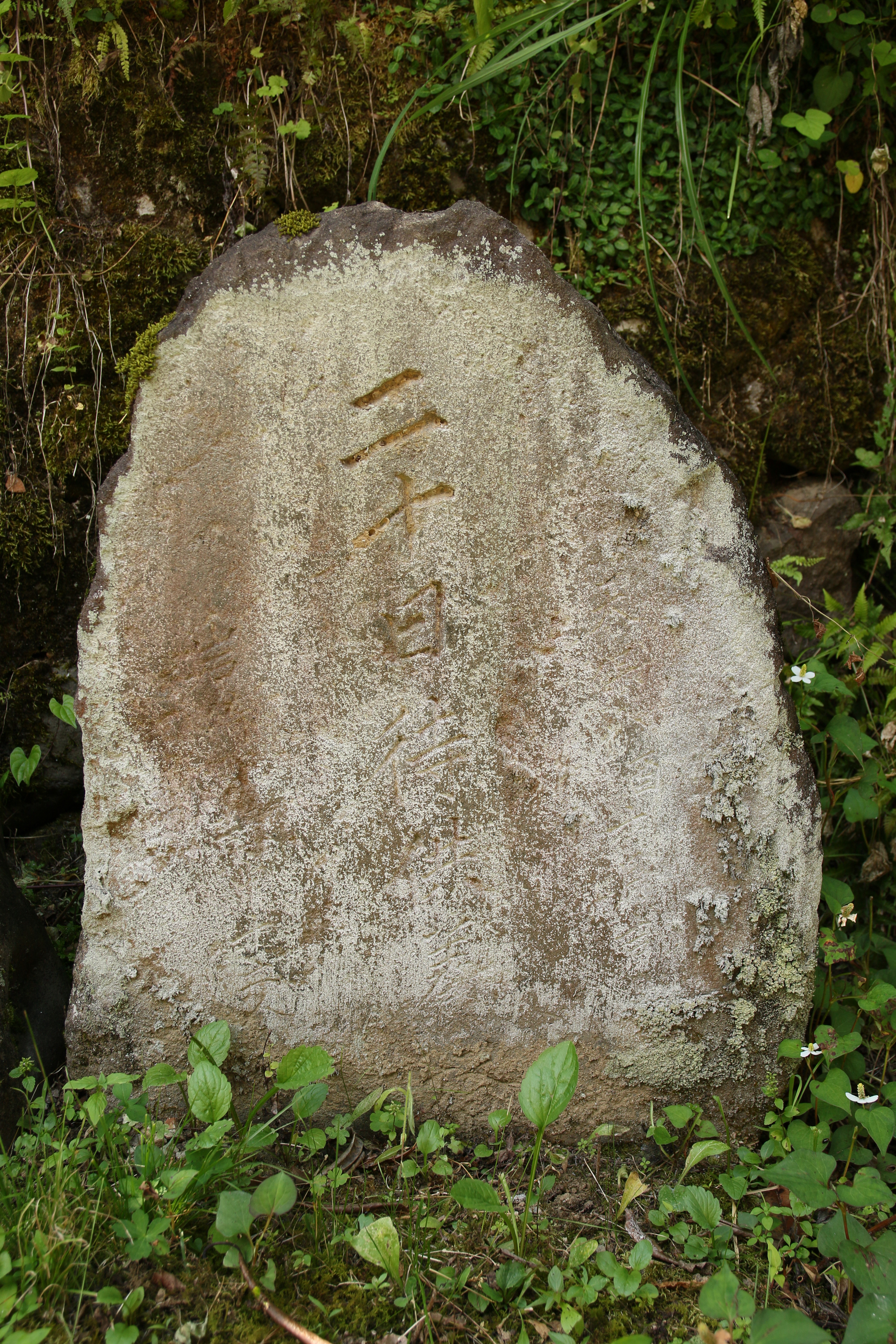
二十日夜塔（長岡市栃尾表町）
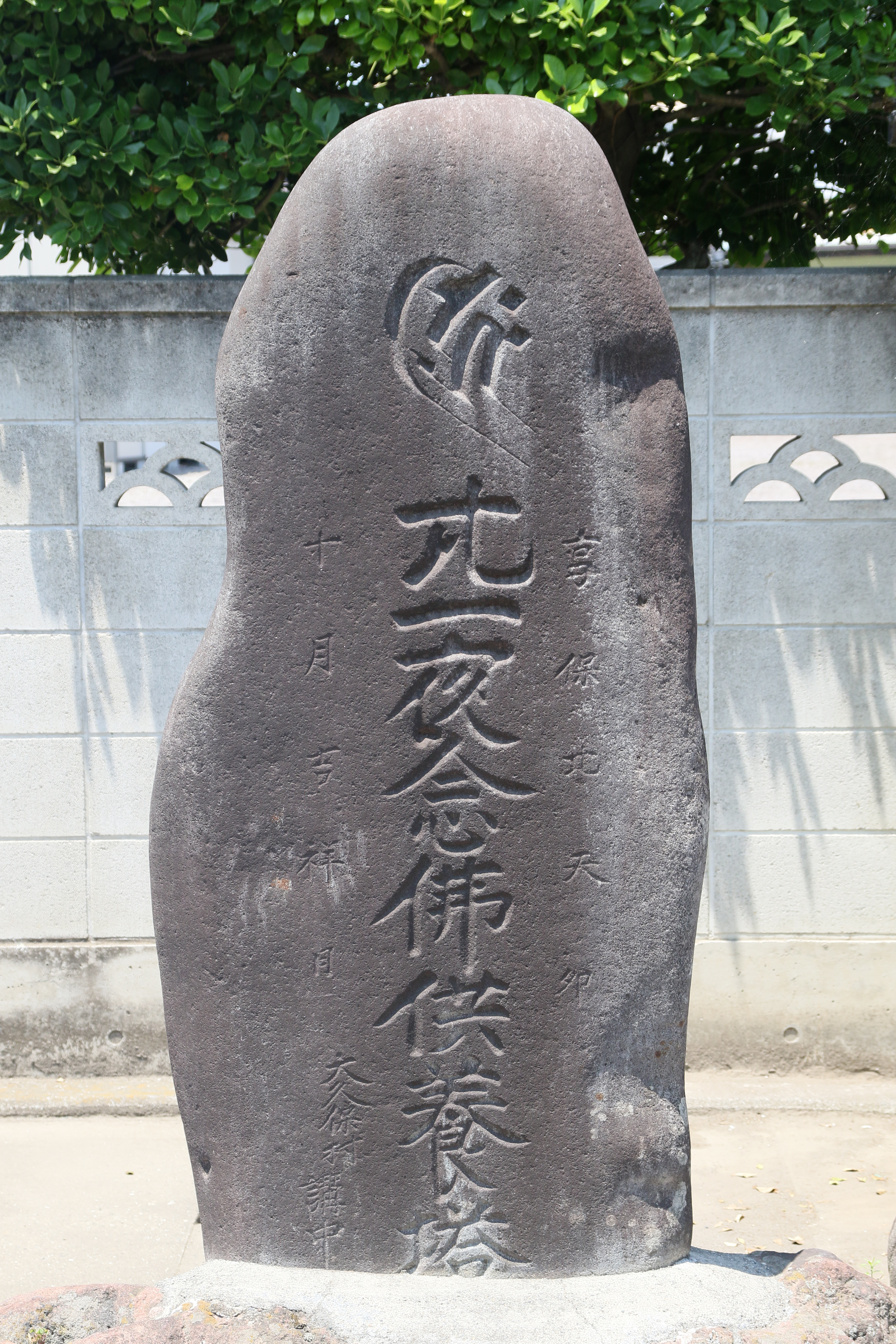
二十一夜塔（吉岡町大久保）
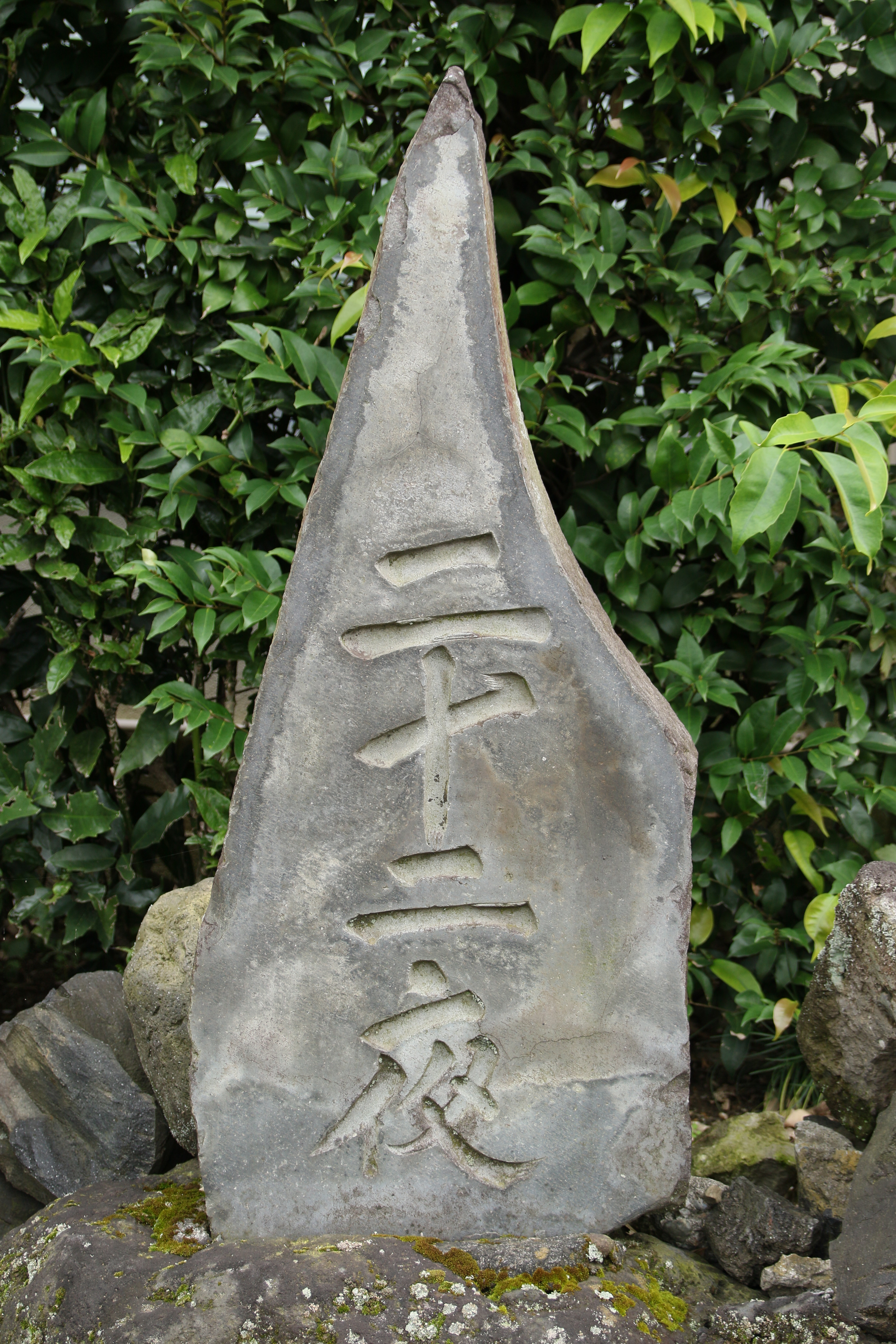
二十二夜塔（深谷市普済寺）
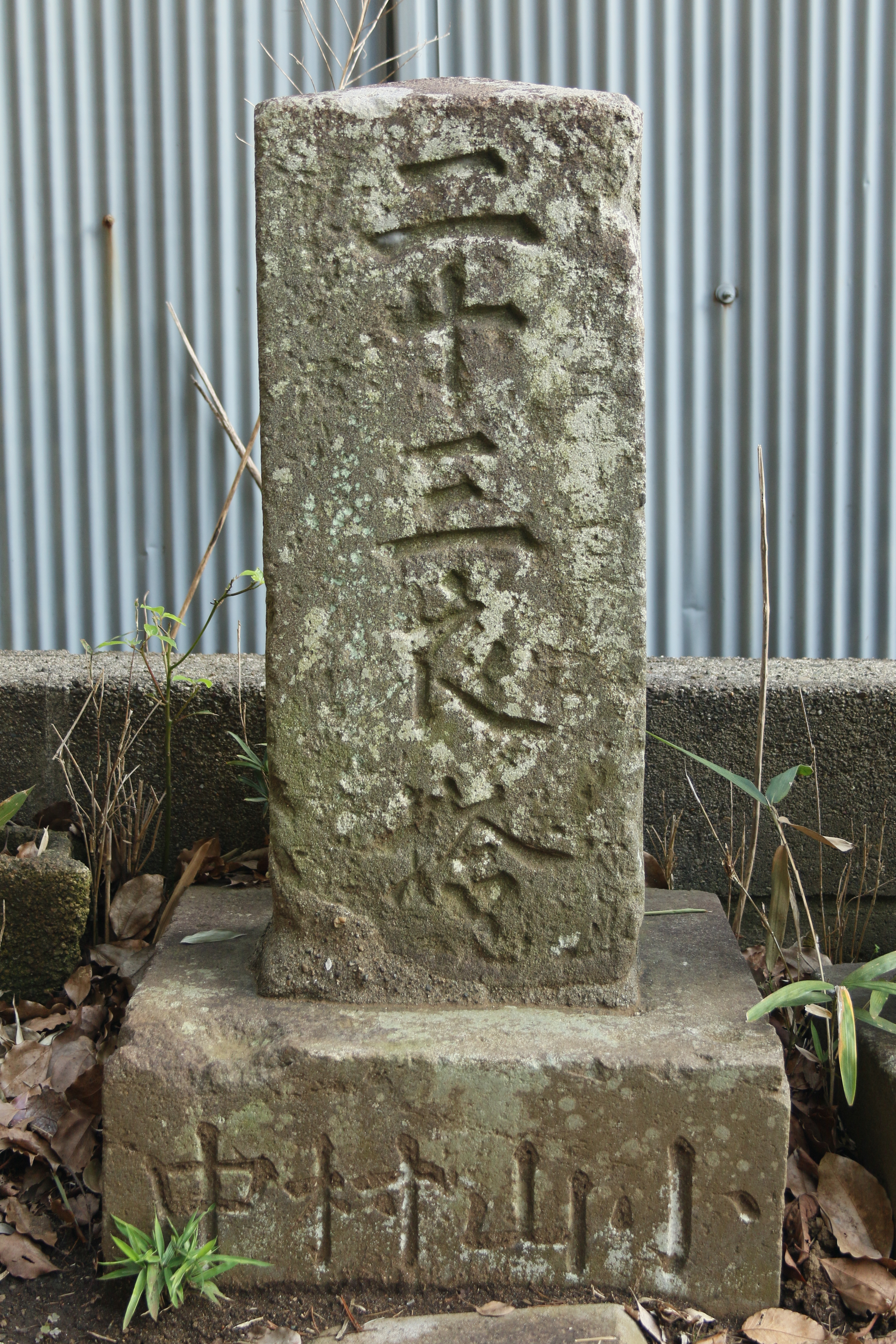
二十三夜塔（横浜市緑区） 弘化3年
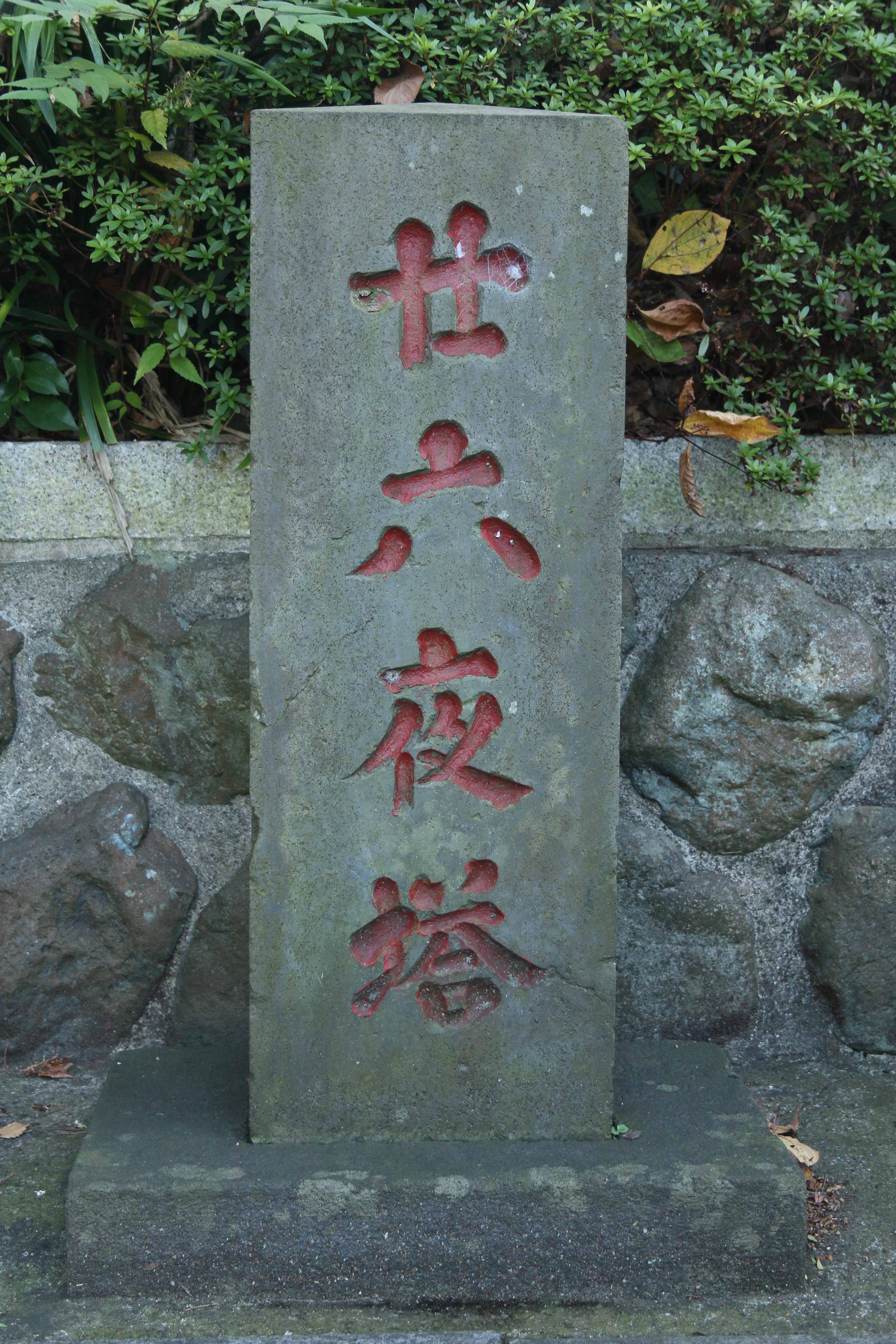
二十六夜塔（横浜市青葉区）

### 刻像塔

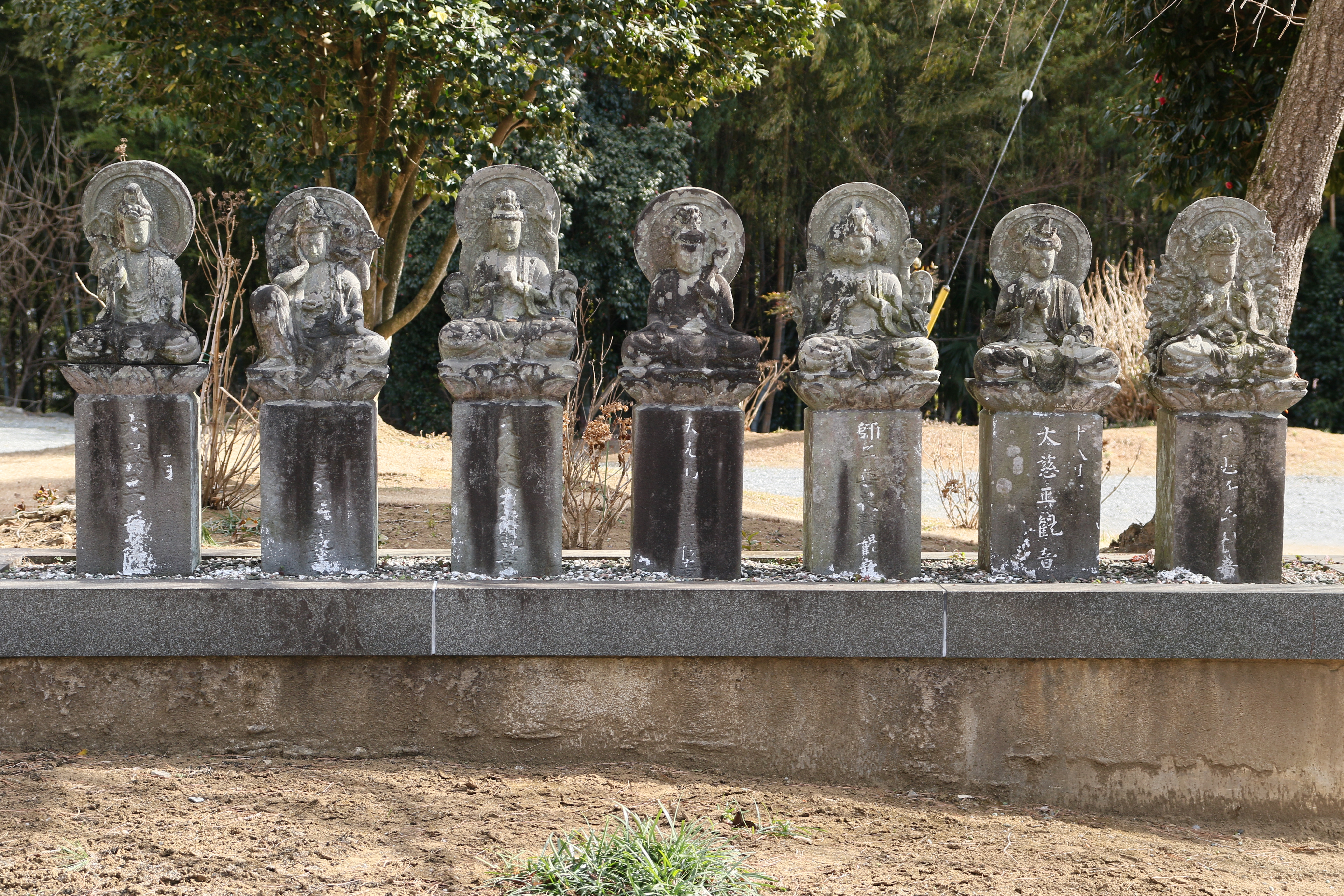
七夜待塔（東松山市大谷）
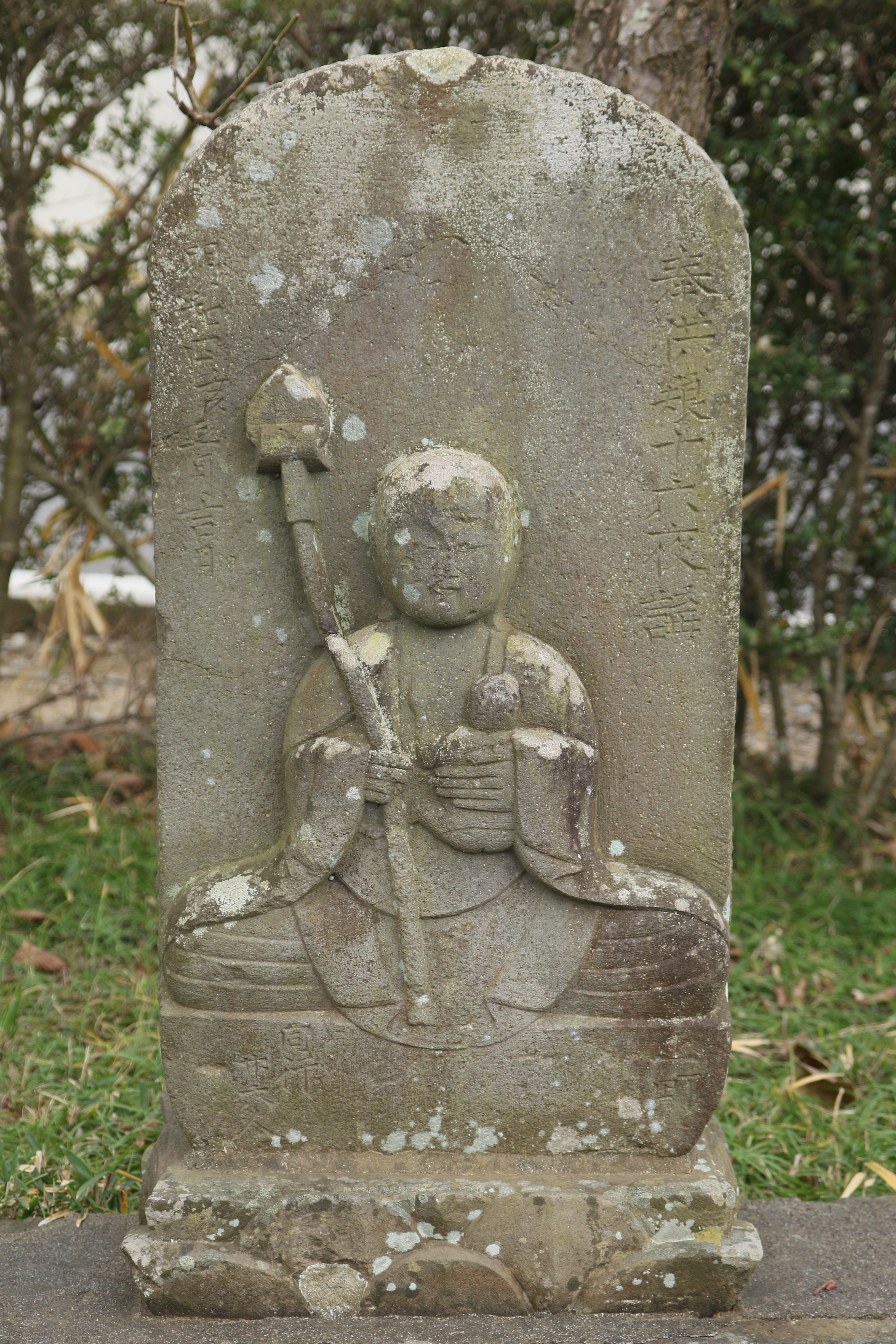
十六夜塔（牛久市牛久町） 子育地蔵 明和4年
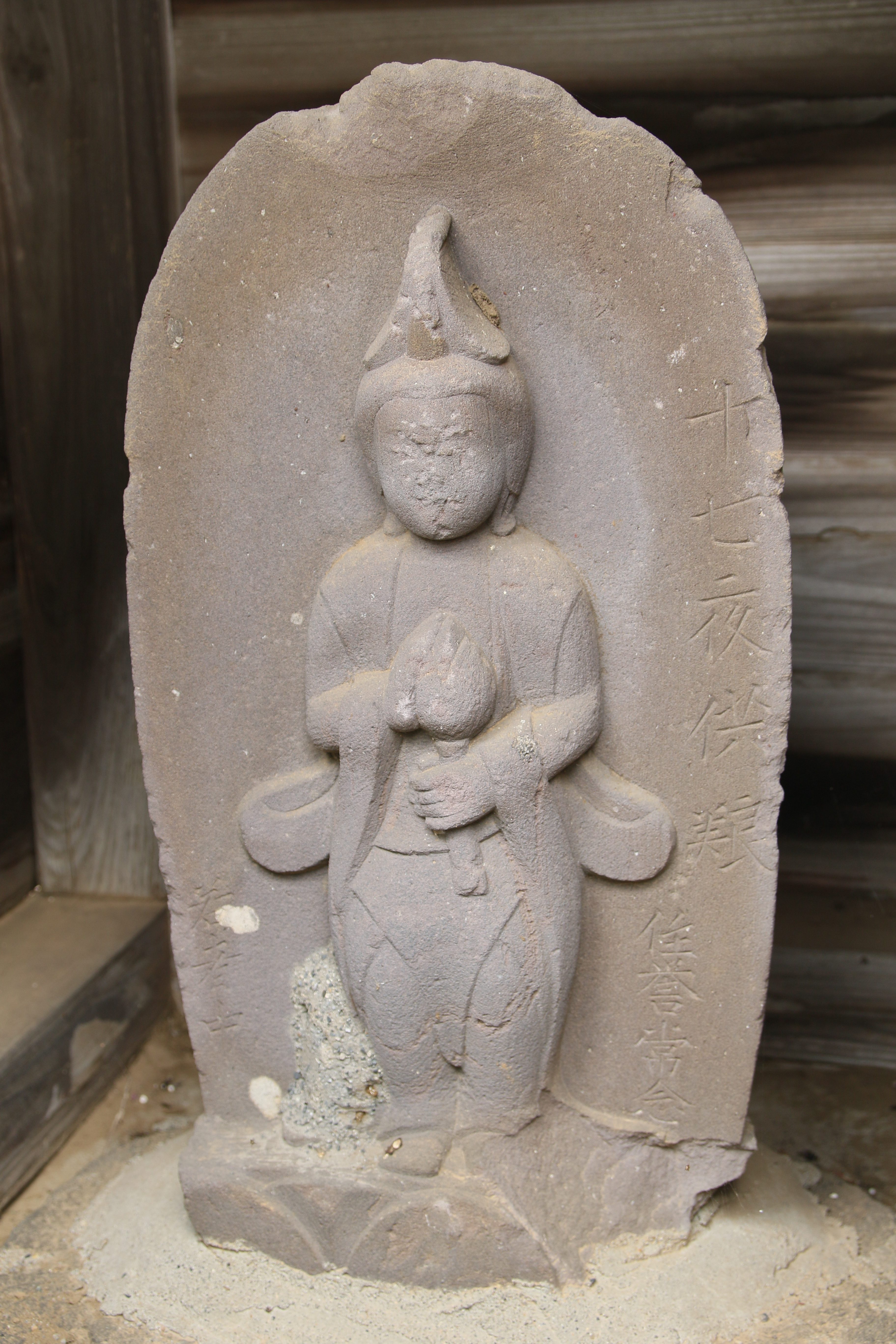
十七夜塔（守谷市本町） 聖観音
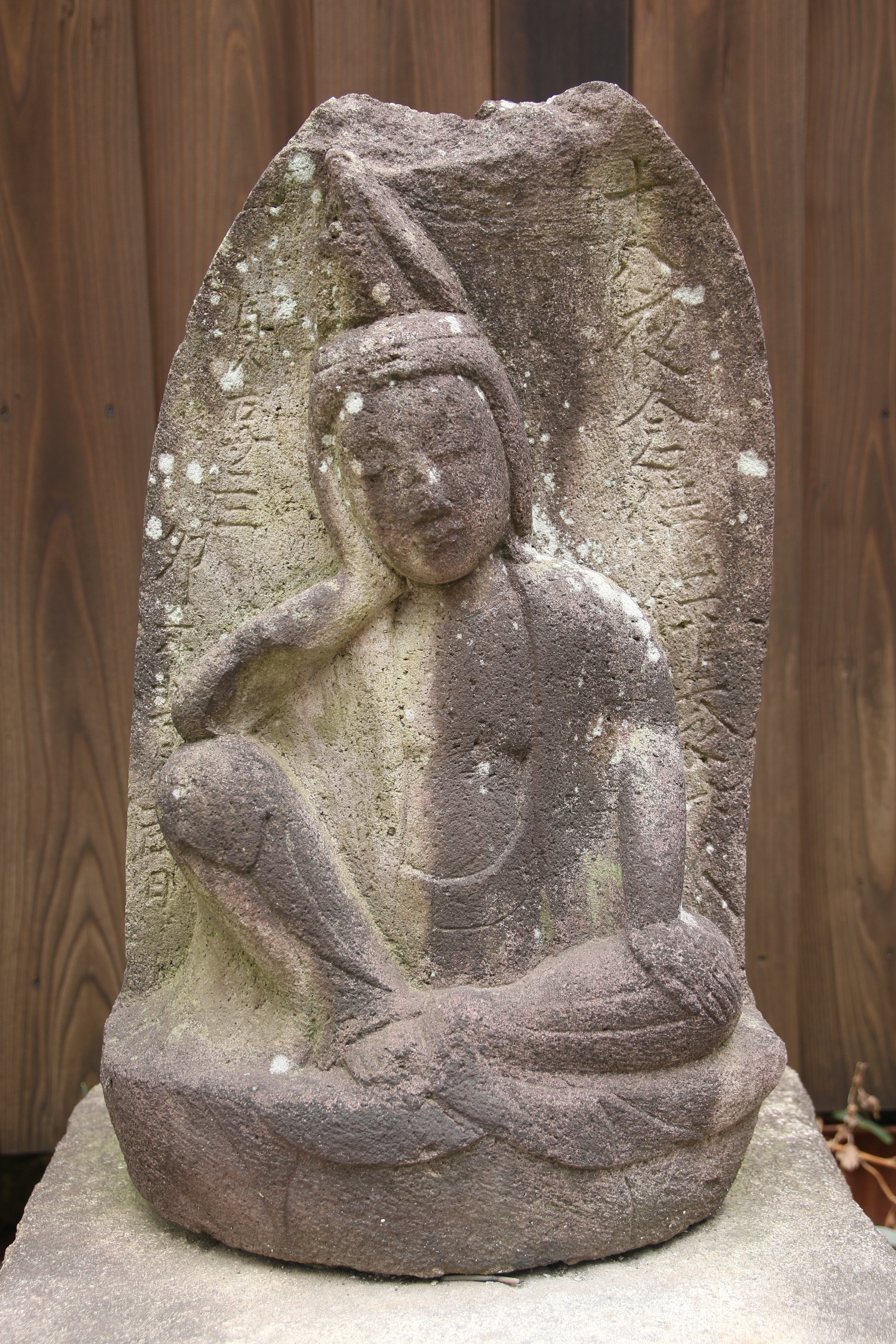
十八夜塔（土浦市中貫）
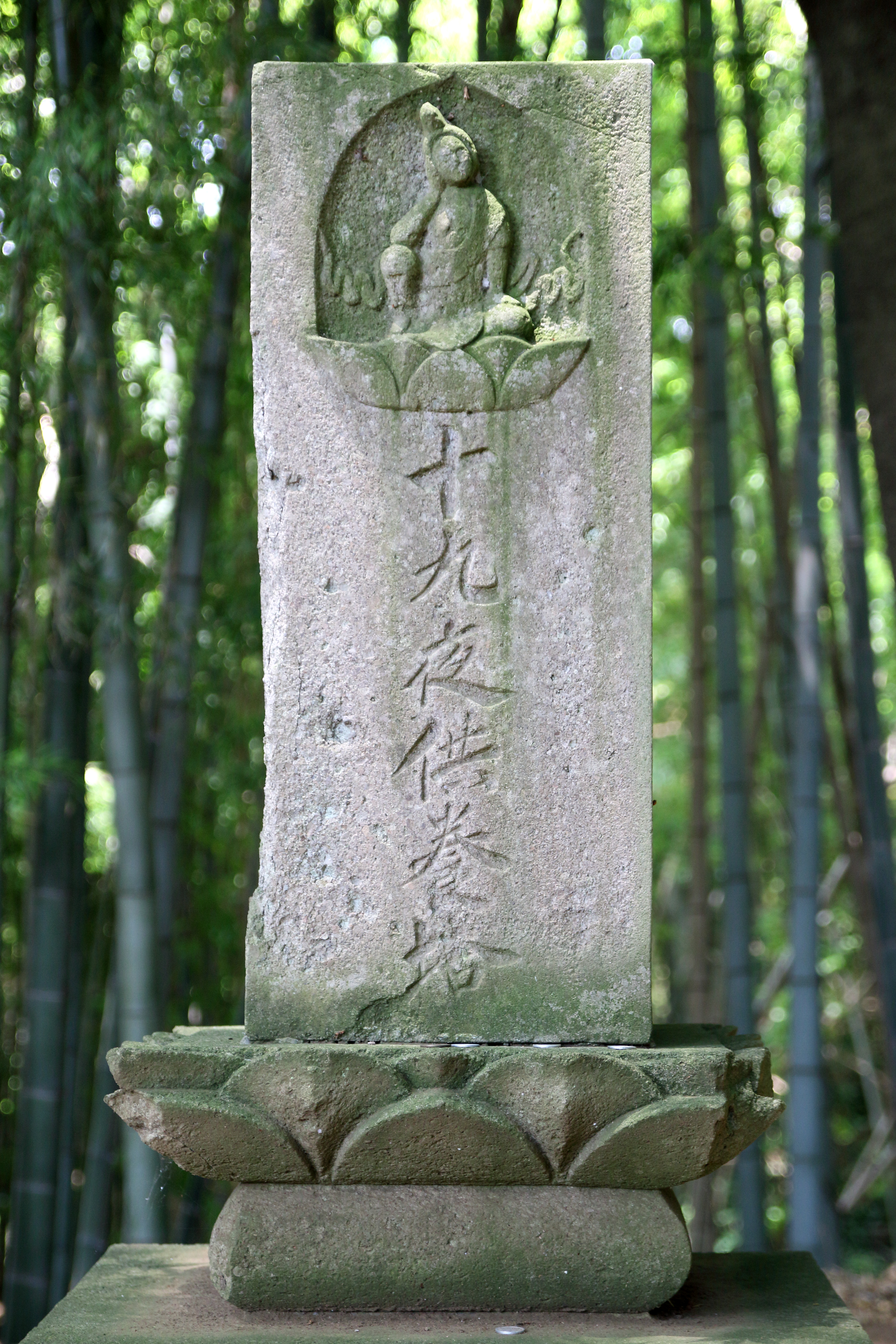
十九夜塔（柏市大室） 如意輪観音 明治19年
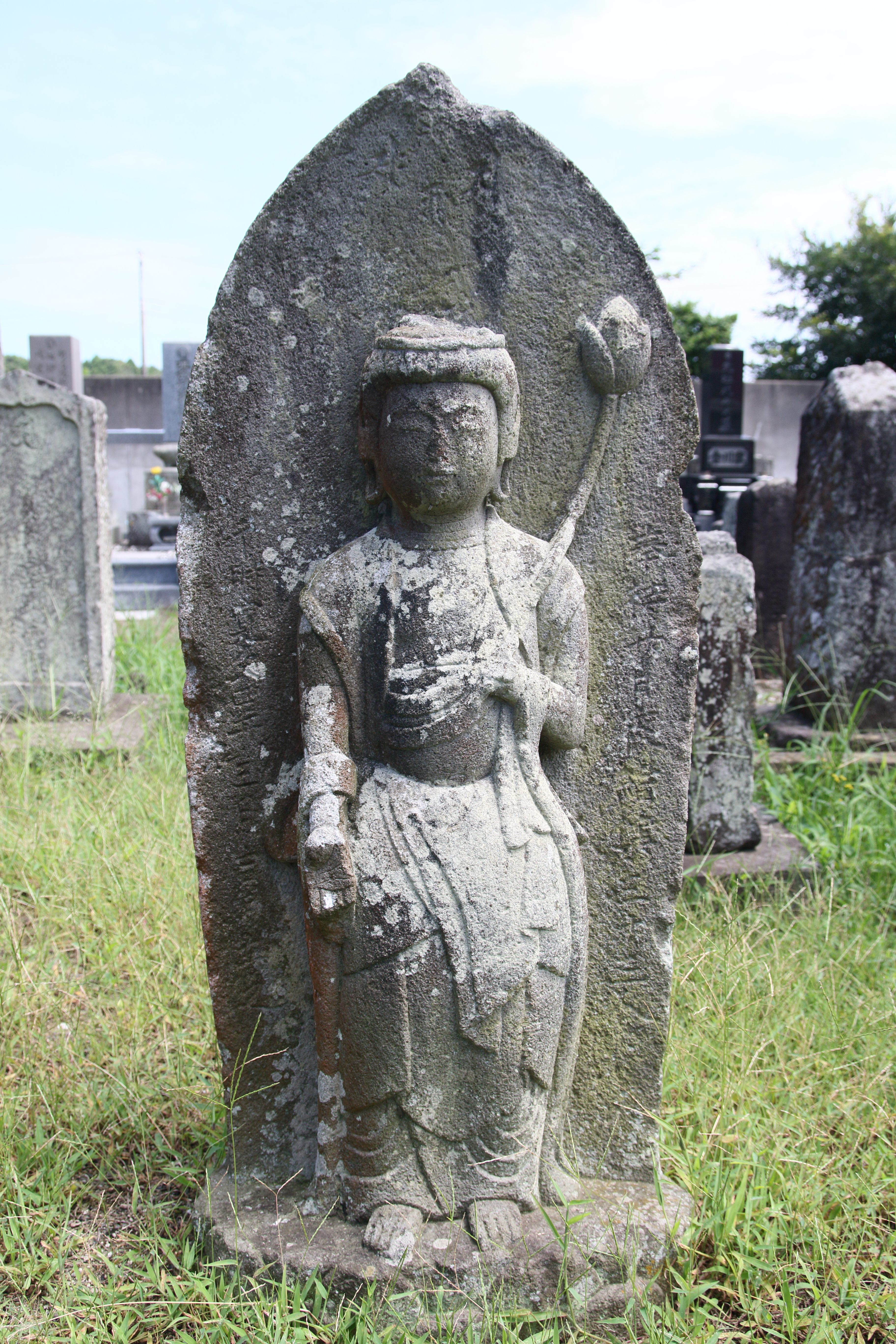
二十夜塔（鹿嶋市中） 聖観音 寛文4年
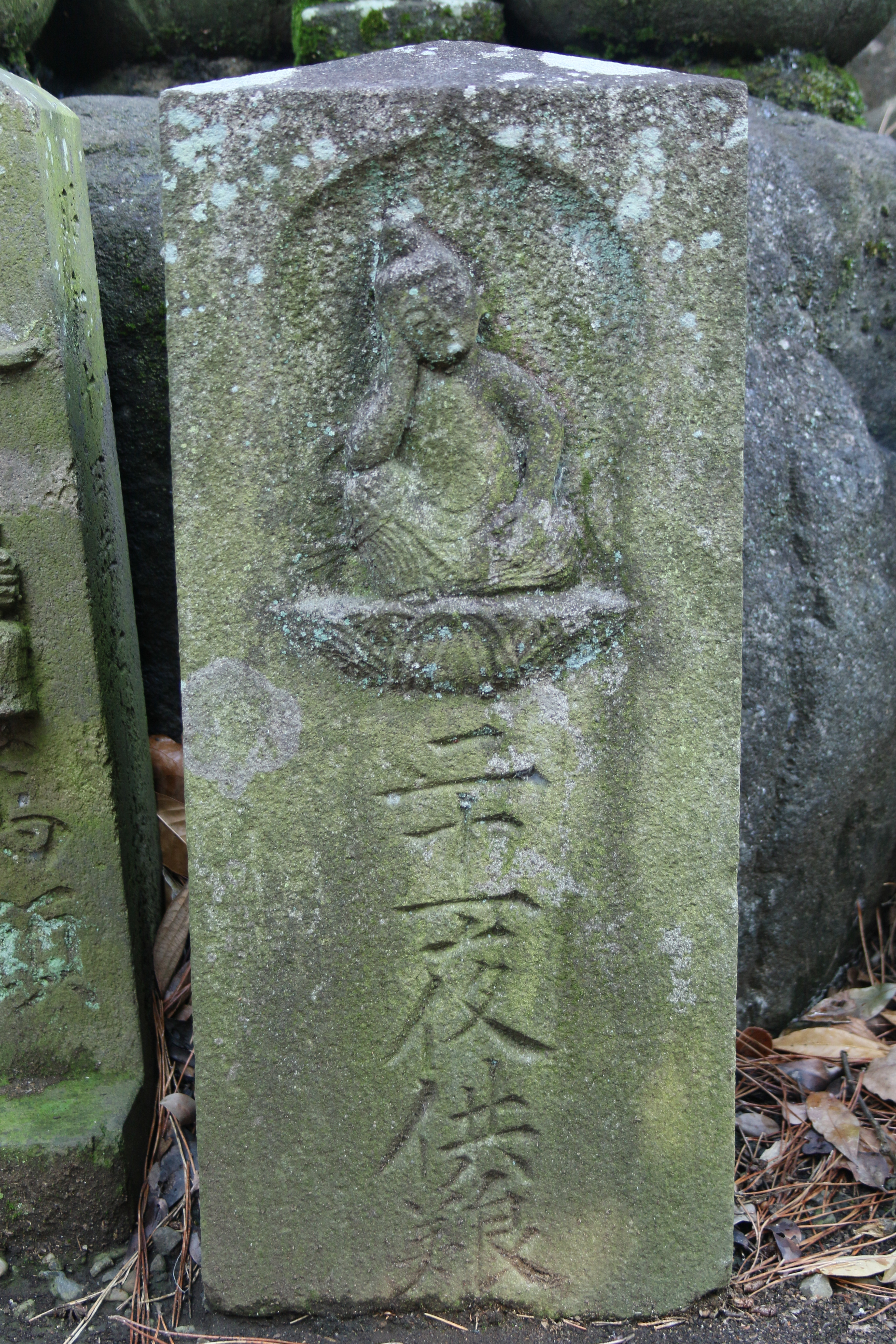
二十一夜塔（杉並区梅里） 如意輪観音 文化11年
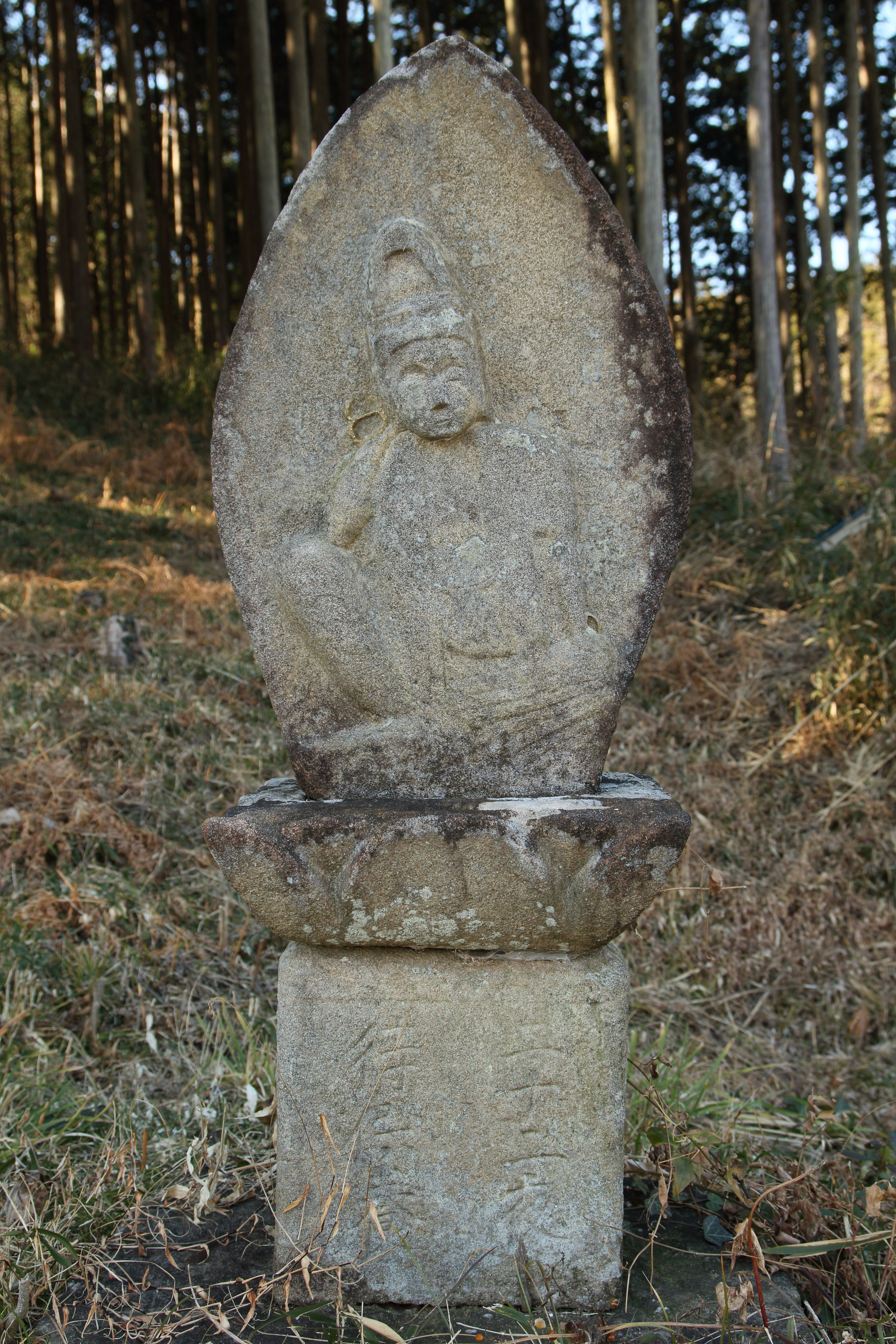
二十二夜塔（小川町靭負）
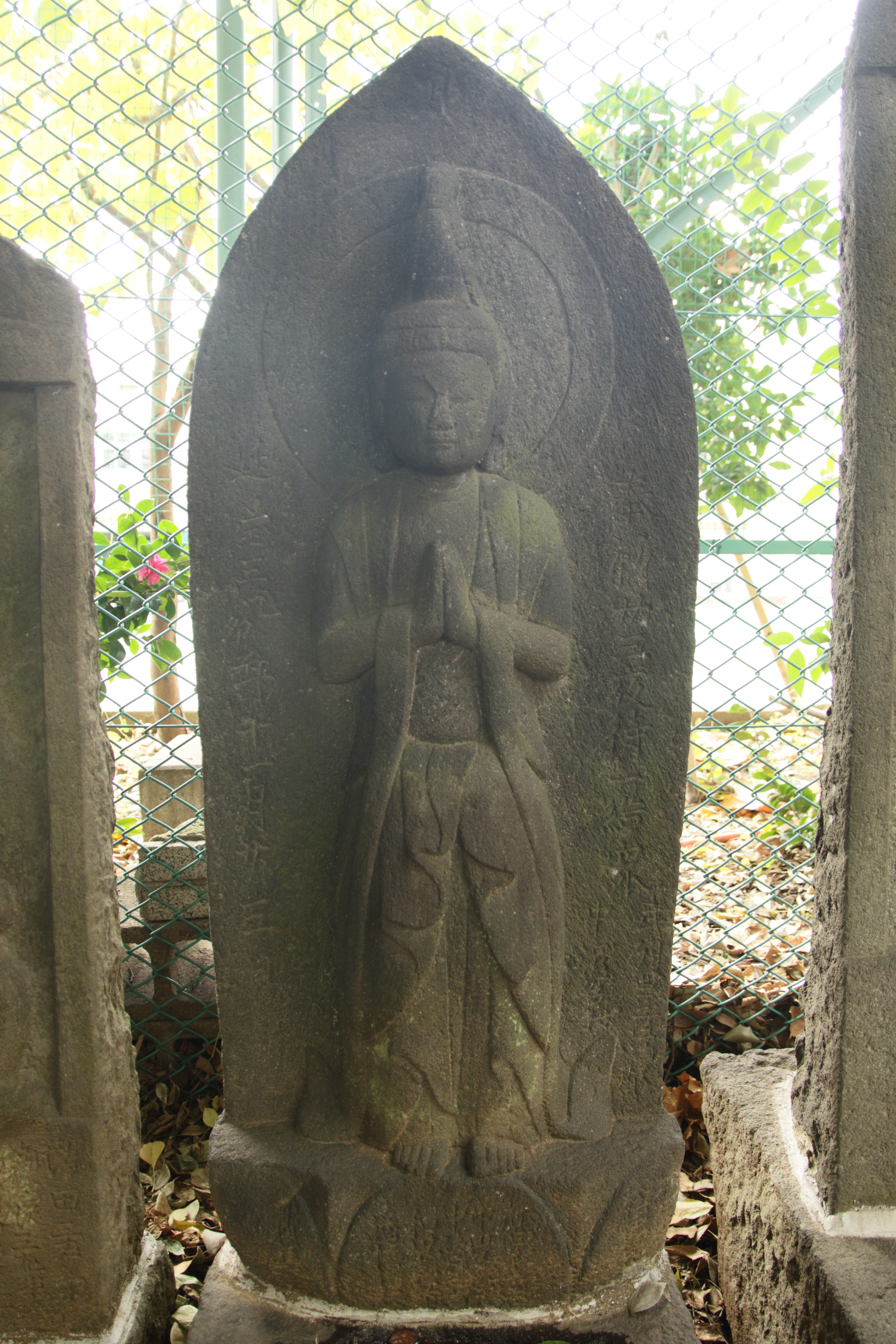
二十三夜塔（渋谷区猿楽町） 延宝3年
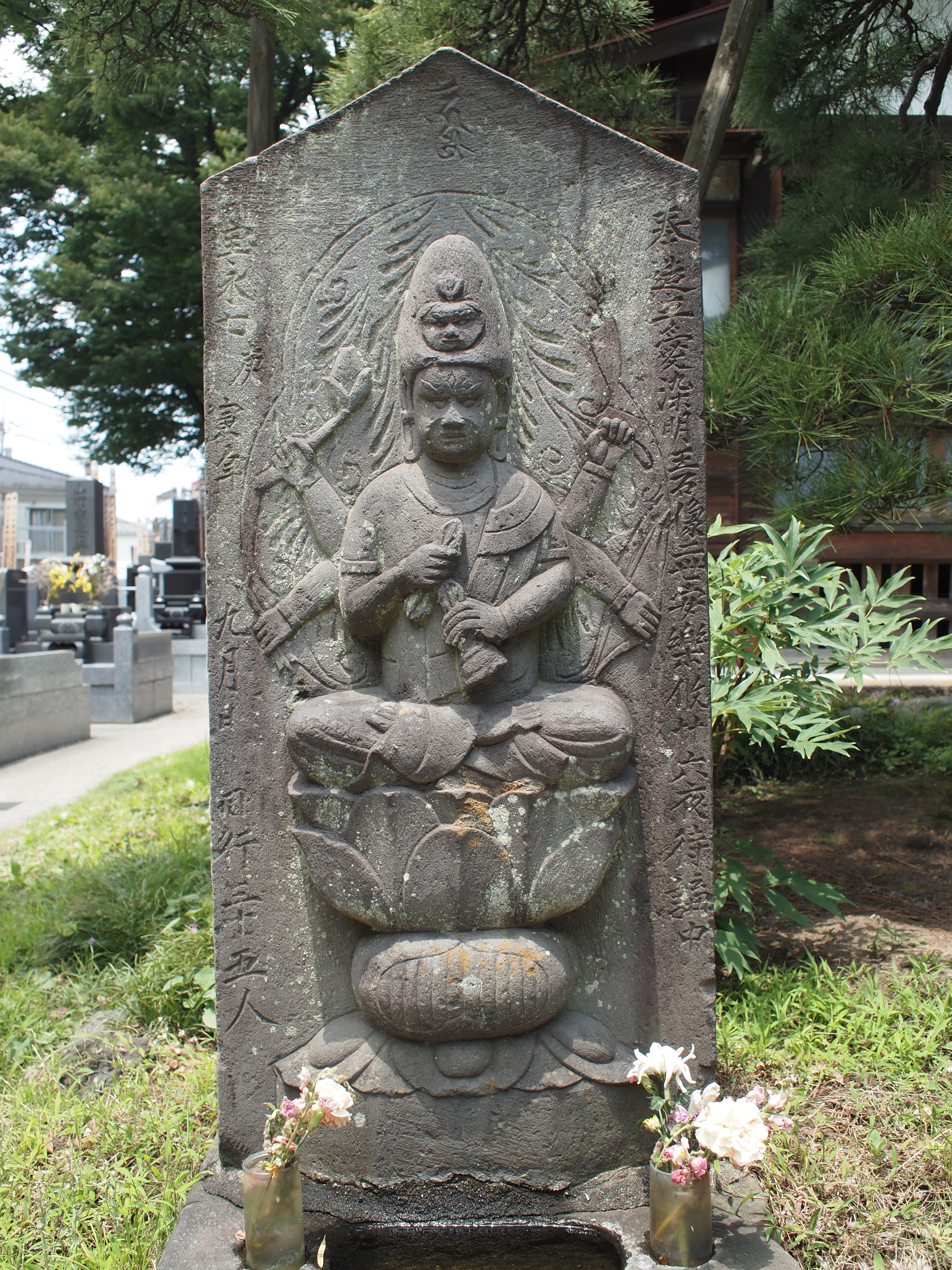
二十六夜塔（葛飾区東金町） 愛染明王 宝永7年

### 併刻塔

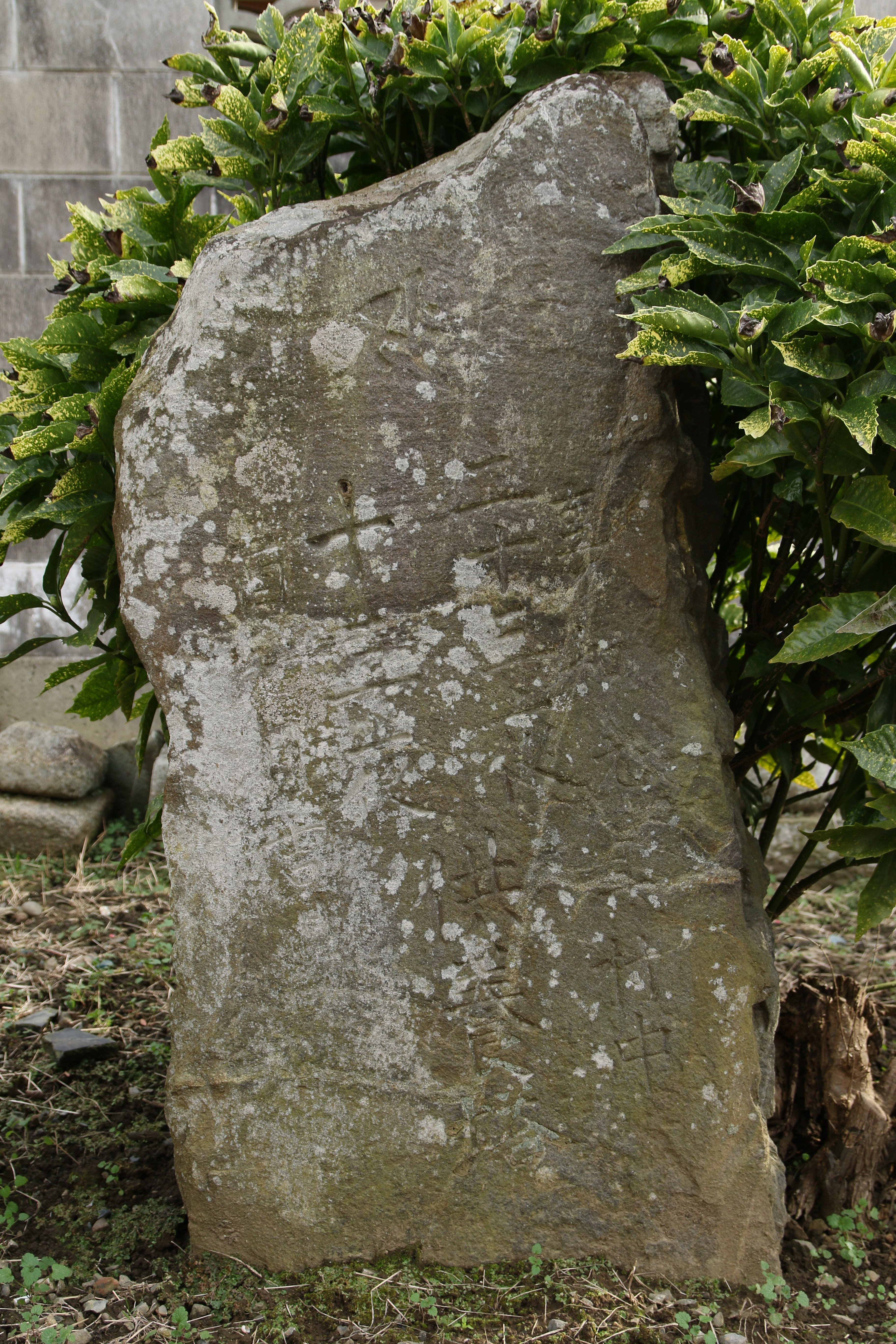
十三夜と二十三夜の併刻塔（下妻市古沢） 享和元年
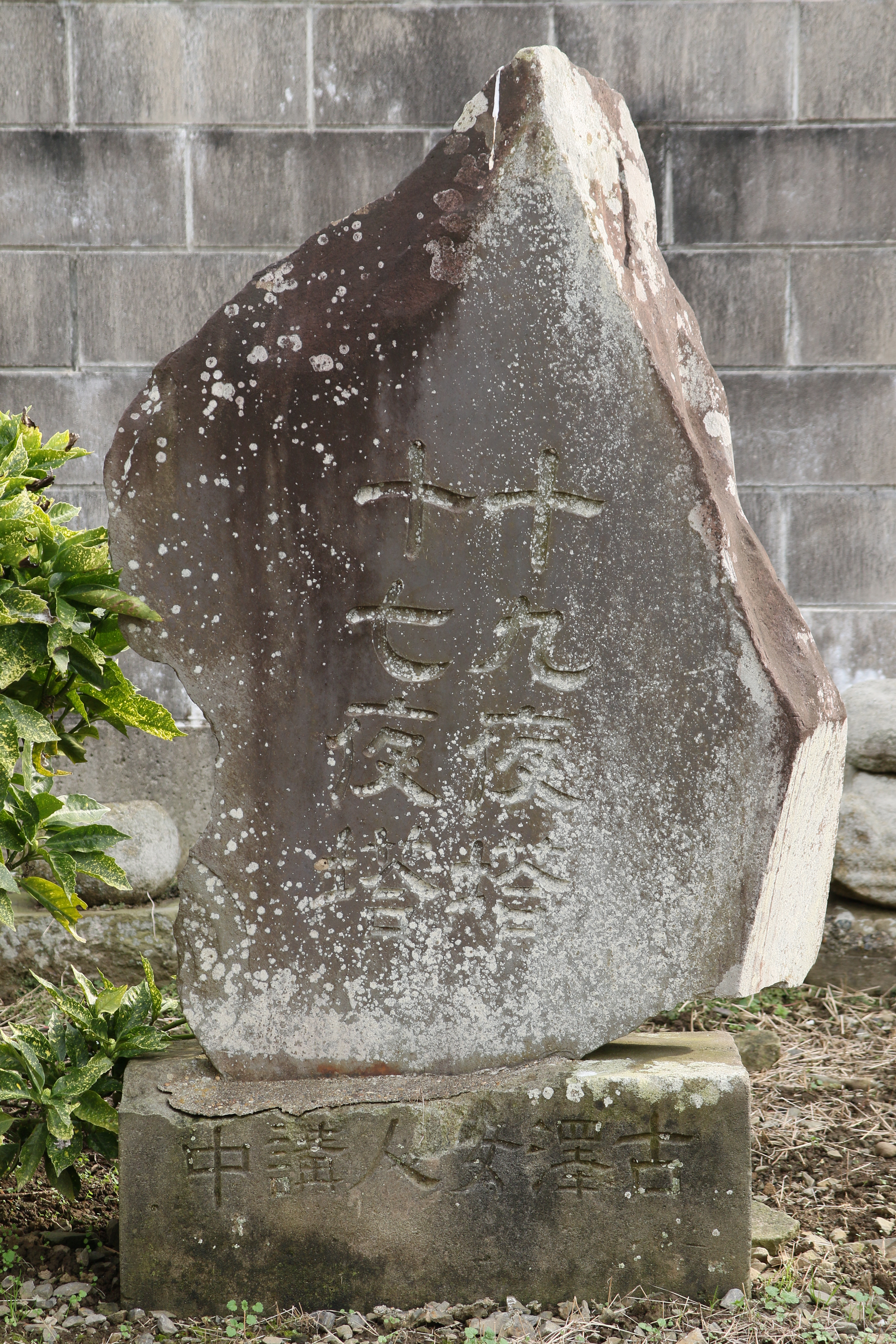
十七夜と十九夜の併刻塔（下妻市古沢）
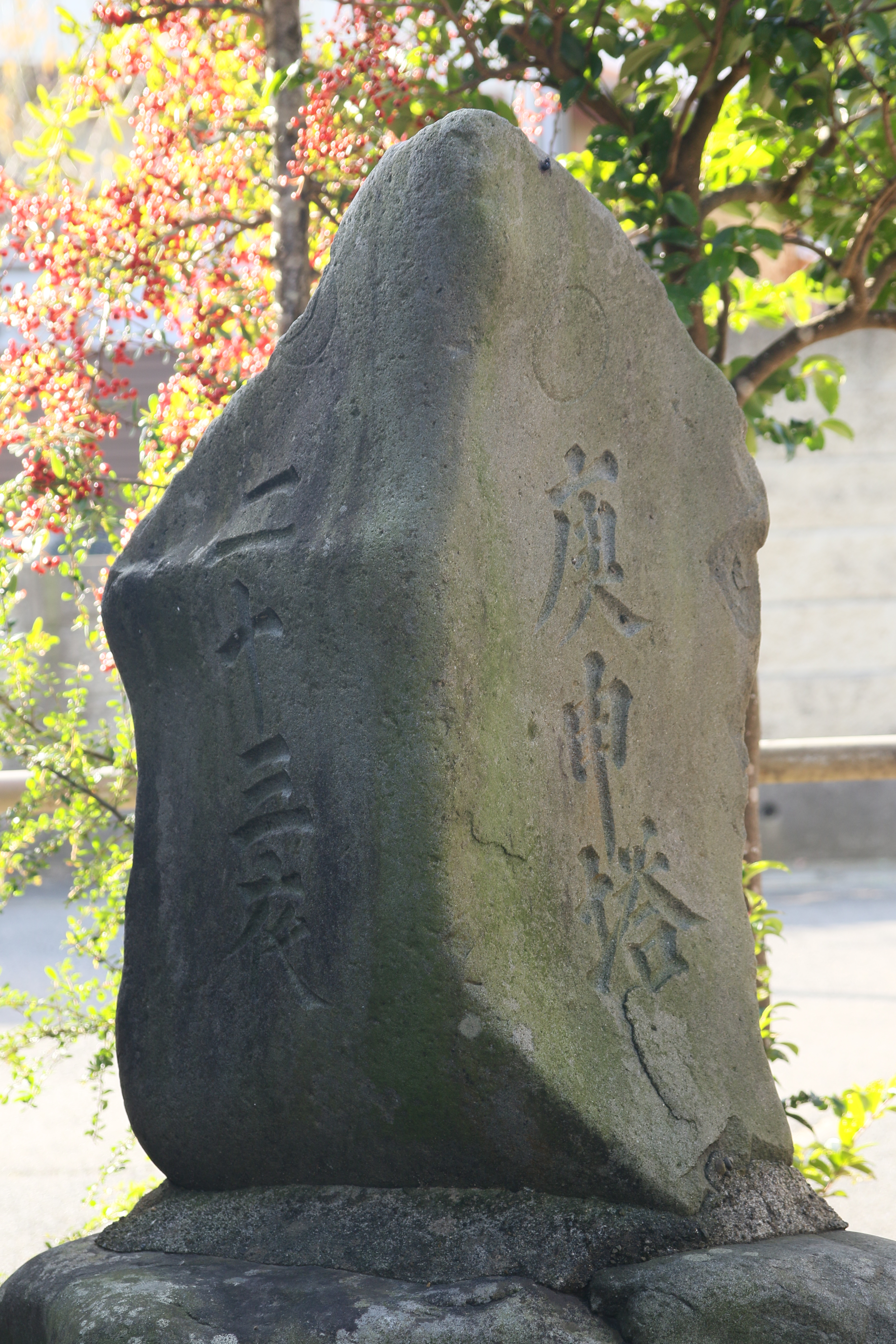
二十三夜と庚申の併刻塔（水戸市浜田） 文政12年
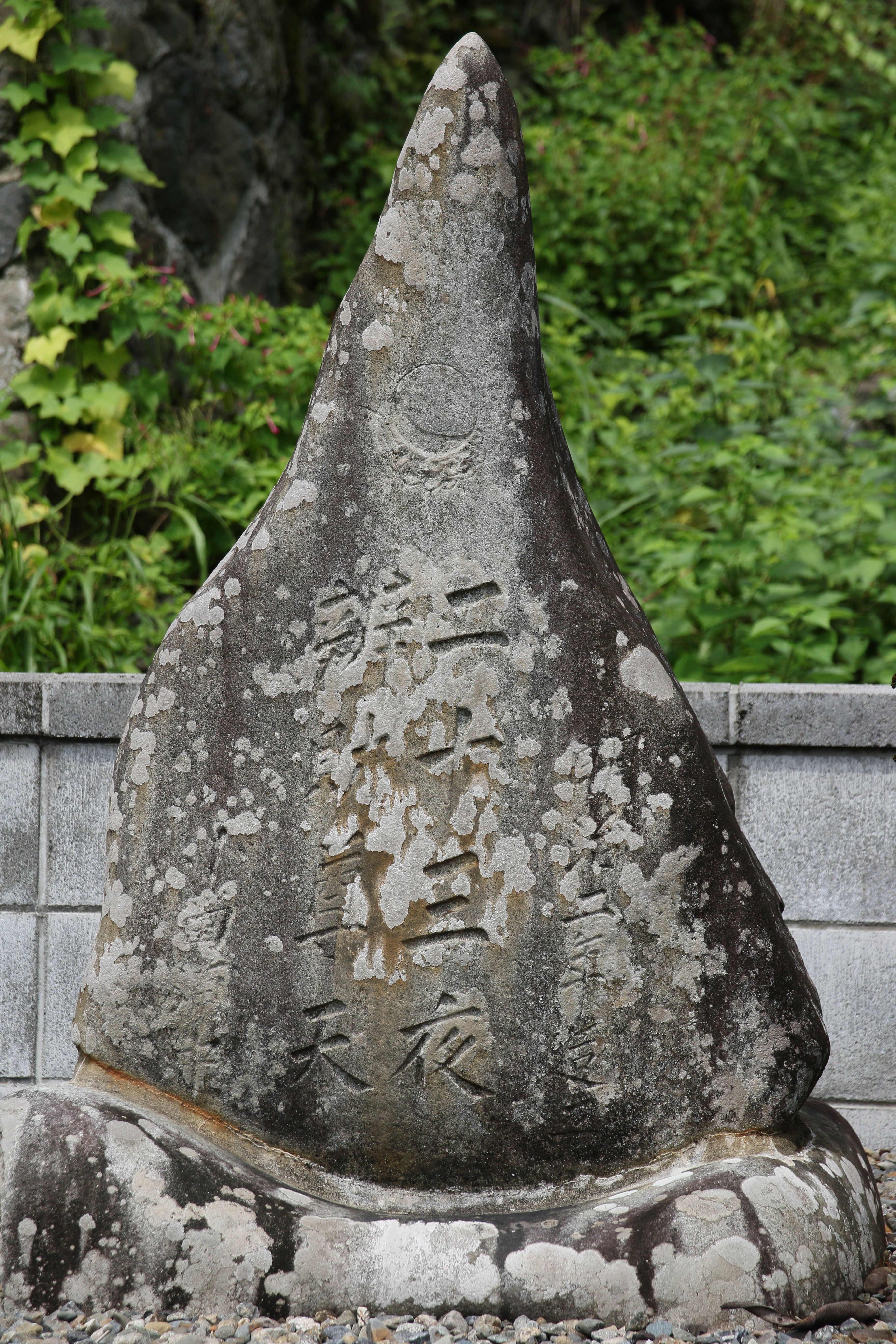
二十三夜と弁財天の併刻塔（奥多摩町留浦）
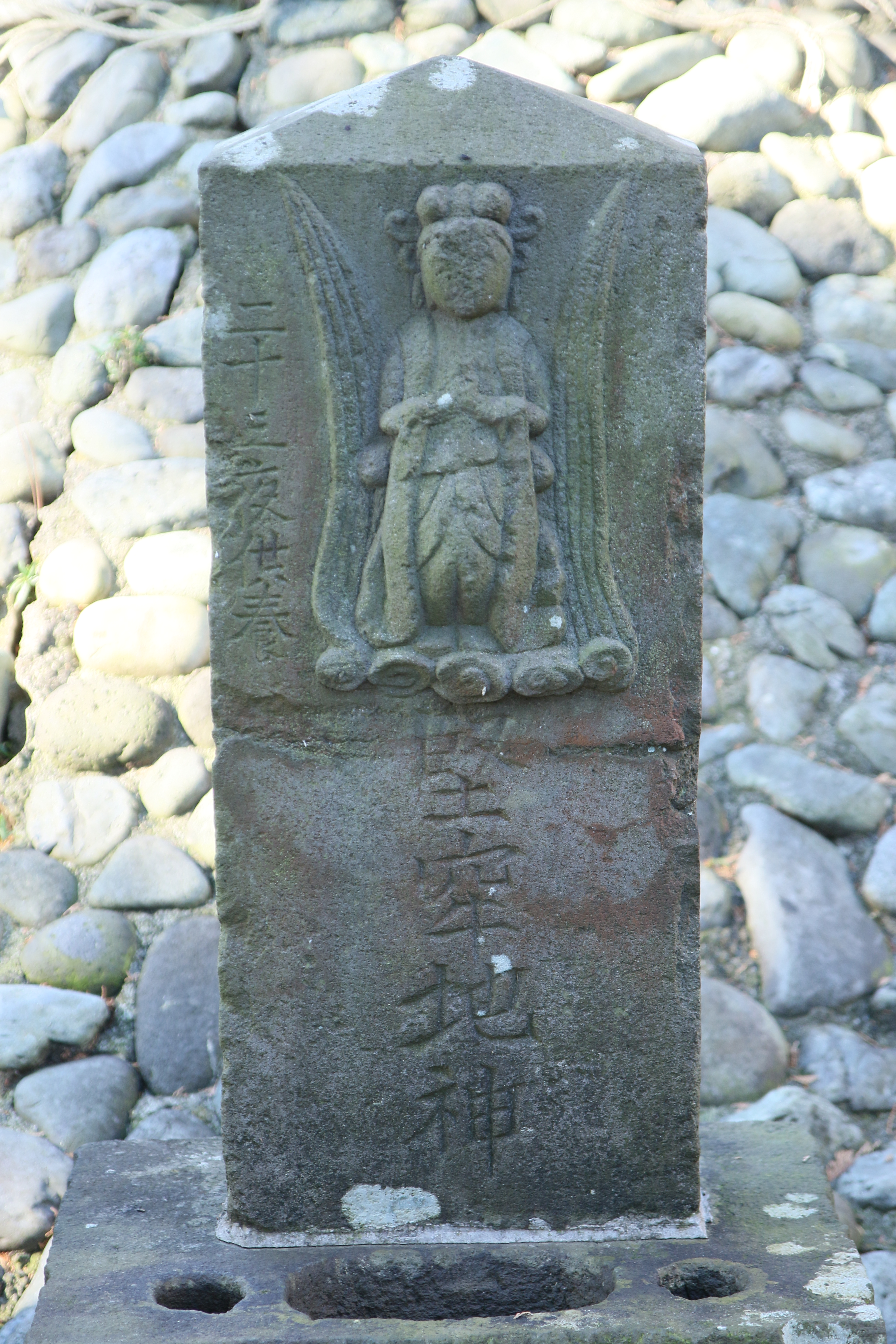
二十三夜と堅牢地神の併刻塔（横浜市青葉区）

### 形態による分類
- 舟形[53]の十九夜塔（野木町友沼）
- 駒型[53]の二十三夜塔（印西市大森）
- 柱状型[53]の二十三夜塔（横浜市都筑区）